# Fran Kirby
Francesca „Fran“ Kirby (* 29. Juni 1993 in Reading) ist eine englische Fußballspielerin. Sie spielte von 2015 bis 2024 für den Chelsea FC Women. Zurzeit ist sie bei Brighton & Hove Albion aktiv. Von 2014 bis 2025 spielte sie für die Englische Fußballnationalmannschaft der Frauen.

## Karriere

### Verein
Kirby begann ihre Karriere im Nachwuchs des FC Reading und spielte mit diesem ab der Saison 2014 in der neugeschaffenen FA WSL 2. Zur Saison 2015 wurde sie als erste Spielerin ihres Vereins mit einem Profivertrag ausgestattet. Nach der Weltmeisterschaft 2015 wechselte sie zum Erstligisten Chelsea FC Women, mit dem sie umgehend das Double aus englischer Meisterschaft und FA Women’s Cup gewann. Ihre Mannschaft war damit direkt für das Sechzehntelfinale der UEFA Women’s Champions League 2015/16 qualifiziert. In dem setzten sich die Chelsea Ladies mit zwei Siegen (1:0 und 3:0) gegen den schottischen Meister Glasgow City LFC durch, wobei Kirby in beiden Spielen ein Tor schoss. Sie verloren dann aber im Achtelfinale zweimal gegen den deutschen Vizemeister VfL Wolfsburg.
In der folgenden Saison wurden die Chelsea Ladies Vizemeister und waren damit erneut für die UEFA Women’s Champions League 2016/17 qualifiziert. Kirby kam zwar nur auf sieben Liga-Einsätze, erzielte dabei aber fünf Tore, davon zwei Tore zum 2:0-Auswärtssieg beim Lokalrivalen Arsenal und das Siegtor zum 2:1-Sieg gegen Sunderland. In der Champions League trafen sie diesmal bereits im Sechzehntelfinale auf die Wolfsburgerinnen. Nach einer 0:3-Heimniederlage gelang zwar in Wolfsburg ein 1:1, dies reichte aber nicht um die nächste Runde zu erreichen. Kirby saß lediglich im Heimspiel auf der Bank.
2017 wurde die FA WSL von einer Sommer-Saison auf den Rhythmus der meisten anderen europäischen Ligen umgestellt und die 2017er-Saison als „Spring Series“ von Februar bis Mai mit acht Spielen pro Mannschaft durchgeführt. Die Chelsea Ladies belegten nach diesen acht Spielen dank der besseren Tordifferenz vor Manchester City den ersten Platz. Kirby steuerte dazu sechs Tore in fünf Spielen bei.
Die neue Saison startete dann im September 2017 und endete mit der Meisterschaft für Chelsea im Mai 2018. Kirby wurde in der Saison nur einmal nicht eingesetzt und erzielte sieben Tore. Parallel dazu nahmen die Ladies an der UEFA Women’s Champions League 2017/18 teil. Dabei schalteten sie im Sechzehntelfinale den deutschen Vizemeister FC Bayern München durch ein 1:0 im Heimspiel und eine 1:2-Auswärtsniederlage aufgrund der Auswärtstorregel aus. Es folgten zwei Siege im Achtelfinale gegen den schwedischen Vizemeister FC Rosengård und zwei Siege im Viertelfinale gegen den französischen Vizemeister HSC Montpellier. Im Halbfinale war dann wieder mit zwei Niederlagen gegen die Wolfsburgerinnen Endstation. Kirby kam in allen acht Spielen zum Einsatz und erzielte dabei vier Tore.
In der UEFA Women’s Champions League 2018/19 wurde im Sechzehntelfinale der bosnische Meister SFK 2000 Sarajevo, im Achtelfinale der Dritte der italienischen Meisterschaft AC Florenz und im Viertelfinale der französische Vizemeister Paris Saint-Germain durch ein erzieltes Tor mehr ausgeschaltet. Die Tour durch Europa endete im Halbfinale, wo Chelsea am französischen Meister Olympique Lyon aufgrund eines weniger erzielten Tores scheiterte. Kirby wurde in allen acht Spielen eingesetzt und erzielte fünf Tore, davon drei beim 6:0-Sieg in Florenz. In der Super League endete die Saison auf dem dritten Platz, wodurch die UEFA Women’s Champions League 2019/20 verpasst wurde. Persönlich war es aber ihre beste Saison, denn mit neun Toren war sie achtbeste Torschützin der Liga und zweitbeste ihres Vereins.
Beim COVID-19-bedingten Abbruch der FA Women’s Super League 2019/20 stand Chelsea auf dem zweiten Platz, hatte aber die beste Quote und wurde daher zum Meister erklärt. Krankheitsbedingt hatte sie aber nur vier Einsätze. Erst zum Women’s FA Community Shield Ende August 2020 konnte sie wieder eingesetzt werden. Mit den Londonerinnen unterlag sie in der Saison 2020/21 im Champions-League-Finale den Spielerinnen des FC Barcelona mit 0:4, wurde jedoch gemeinsam mit Jennifer Hermoso (FC Barcelona) Torschützenkönigin des Wettbewerbs (beide 6 Treffer).  Für die Gruppenphase der UEFA Women’s Champions League 2022/23 war sie mit Chelsea automatisch qualifiziert. Sie wurde in fünf Gruppenspielen eingesetzt und erzielte ein Tor. Als Gruppensieger qualifizierte sich Chelsea für das Viertelfinale, wo sie Titelverteidiger Olympique Lyon besiegten. Im Halbfinale war allerdings gegen den FC Barcelona Schluss. 
Anfang Mai 2023 gab Kirby bekannt, sich einer Knie-Operation unterziehen zu müssen und für die Weltmeisterschaft 2023 auszufallen.
Im Mai gab sie bekannt, das sie Chelsea verlassen wird.
Im Juli 2024 unterschrieb sie bei Brighton & Hove Albion.

## Nationalmannschaft
Kirby debütierte im Jahr 2013 in der englischen U-23-Nationalmannschaft. Im Mai 2014 wurde sie erstmals in den Kader der englischen A-Nationalmannschaft berufen und debütierte für diese am 3. August 2014 in einem Freundschaftsspiel gegen Schweden. In diesem Spiel erzielte Kirby auch ihr erstes Tor im Nationaltrikot.

Fran Kirby für England (2019)

In der Qualifikation zur WM 2015 wurde sie nur im vorletzten Spiel beim 4:0 in Wales eingesetzt und wurde in der 63. Minute für Rekordnationalspielerin Fara Williams eingewechselt. Durch den Sieg qualifizierten sich die Engländerinnen vorzeitig für die WM in Kanada. Bei der WM wurde sie als zweitjüngste englische Spielerin in den drei Gruppenspielen eingesetzt und erzielte beim 2:1-Sieg gegen Mexiko das erste Tor. Sie stand auch beim 2:1-Sieg im Viertelfinale in der Starelf, wurde aber sofort nach dem 1:0 für Norwegen ausgewechselt. Im Halbfinale, wo die Engländerinnen durch ein Eigentor in der Nachspielzeit gegen Titelverteidiger Japan ausschieden und im Spiel um Platz 3, wo erstmals gegen Deutschland gewonnen wurde, kam sie nicht zum Einsatz.
In der Qualifikation für die EM 2017 hatte sie zwei Einsätze und erzielte beim 8:0 gegen Estland zwei Tore. Bei der EM wurde sie in den drei Gruppenspielen eingesetzt und erzielte dabei ein Tor beim 2:0-Sieg gegen Spanien. Auch bei der Halbfinalniederlage gegen die Gastgeberinnen kam sie zum Einsatz.
In der Qualifikation zur WM 2019 erzielte sie zwei Tore in sechs Spielen und qualifizierte sich mit ihrer Mannschaft als Gruppensieger für die WM in Frankreich.
Im März 2019 gewann sie den SheBelieves Cup 2019 und wurde dabei in den drei Spielen eingesetzt. Ohne Einsatz in den April-Testspielen, wurde sie am 8. Mai für die WM in Frankreich nominiert. Bei der WM kam sie in sechs Spielen zum Einsatz und wurde lediglich im dritten Gruppenspiel gegen Japan nicht eingesetzt. Im Spiel um Platz 3 gegen Schweden erzielte sie mit ihrem ersten WM-Tor den Anschlusstreffer zum 1:2. Da danach keine weiteren Tore fielen, mussten sich die Engländerinnen mit dem vierten Platz begnügen.
Am 27. Mai 2021 wurde sie für das Team GB nominiert, das an den wegen der COVID-19-Pandemie um ein Jahr verschobenen Olympischen Spielen in Tokio teilnahm. Bei den Spielen wurde sie im dritten Gruppenspiel in der 77. Minute und im Viertelfinale gegen Australien in der 58. Minute beim Stand von 1:1 eingewechselt. Die Britinnen verloren dann noch mit 3:4 nach Verlängerung.
In der Qualifikation für die WM 2023 wurde sie in den sechs 2021 ausgetragenen Spielen viermal eingesetzt. Beim 20:0-Rekordsieg gegen Lettland, dem höchsten Sieg einer europäischen Mannschaft, saß sie nur auf der Bank. 
Beim Arnold Clark Cup erzielte sie beim Sieg gegen Deutschland in der vierten Minute der Nachspielzeit das Tor zum 3:1-Endstand. Durch den Sieg gewannen die Engländerinnen das Turnier.
Am 17. Mai 2022 wurde sie für den vorläufigen EM-Kader nominiert. Am 15. Juni wurde sie auch für den finalen Kader berücksichtigt. Bei der EM wurde sie in allen sechs Spielen ihrer Mannschaft eingesetzt, in denen sie zwei Tore erzielte, zu drei Toren die Vorlage gab und das Turnier mit dem ersten EM-Titel für England beendete.
Für die letzten beiden Spiele der Qualifikation für die WM 2023 nach der EM konnte sie verletzungsbedingt nicht nominiert werden. Die Engländerinnen qualifizierten sich am 3. September durch einen 2:0-Sieg in Wiener Neustadt gegen Österreich für die WM-Endrunde. An der WM 2023 kann sie aufgrund einer Knieverletzung nicht teilnehmen. Im Juni 2025 trat sie aus der Nationalmannschaft zurück.

## Privat
Als Kirby 14 Jahre alt war, starb ihre Mutter Denise, der sie sehr nahe stand, plötzlich an einer Gehirnblutung. Ein paar Jahre später bekam sie eine schwere Depression, da sie „einfach nicht begreifen konnte, was passiert war und das viele Jahre lang so blieb.“ Bei einem Lehrgang der englischen U17-Nationalmannschaft brach Kirby zusammen, weil sie ihre Mutter vermisste. Sie kehrte nach Hause zurück und brach den Fußball ab. Sie sagte später: „Zu Hause sprachen wir fast nie über sie (Mutter). Ich lebte mit zwei Männern zusammen, die nicht wirklich wussten, wie man Gefühle zeigt. Mein Vater hatte Angst, seinen Arbeitsplan ändern zu müssen, damit er öfter zu Hause sein könnte. Mein Bruder war in der Schule mit seinen GCSEs beschäftigt. Ich habe wie gewohnt Fußball gespielt und es lief eigentlich super für mich. Ich war in die John Madejski Academy in Reading aufgenommen worden und spielte sogar für die englischen Jugendmannschaften... Der Moment, in dem der Groschen fiel, kam, als ich 17 war. Ich war mit England im Trainingslager in Manchester und saß mit Mo Marley, einem der Trainer, in einem Zimmer. Aus heiterem Himmel drehte ich mich zu ihr um und sagte ‚Ich möchte nach Hause...‘ Ich fühlte mich wie ein Zombie. Ich habe nicht mit meiner Familie gesprochen. In großen Menschenmengen hatte ich Angst. Ich fühlte mich fehl am Platz. Auf Partys stand ich einfach in einer Ecke, bis ich nach Hause gehen konnte. Als ich an das glückliche kleine Mädchen dachte, das ich vor ein paar Jahren gewesen war, kam sie mir wie eine Fremde vor. Es gab Tage, an denen ich nicht aufstand. Oder ich ging nicht aufs College. Ich konnte bis zur Bushaltestelle kommen, dann brach ich weinend zusammen.“ Eines Tages lud eine ihrer Freundinnen sie ein, mit ihrer Amateurmannschaft zu spielen, wo sie ihre Liebe zum Fußball wiederentdeckte.

## Erfolge
Chelsea
- Englische Meisterschaft: 2015, 2018, 2020, 2021, 2022, 2023, 2024
- FA Women’s Cup: 2015, 2018, 2021, 2022 und 2023

FA WSL Continental Tyres Cup: 2020, 2021
- Women’s FA Community Shield: 2020

England
- Fußball-Europameisterschaft der Frauen: Bronze 2015
- SheBelieves Cup 2019
- Arnold Clark Cup: 2022
- Europameisterin: 2022

Auszeichnungen
- PFA Women's Players' Player of the Year: 2018, 2021
- PFA Team of the Year: 2018, 2021
- FWA Women's Footballer of the Year: 2018, 2021
- FA Women’s Super League: Spielerin des Monats Januar 2021 und September 2021
- London Football Awards: Women's Super League Spielerin des Jahres 2021
- FA Women’s Super League: Spielerin des Jahres 2021
- Chelseas Spieletin des Jahres: 2018, 2021
- Torschützenkönigin der UEFA Women’s Champions League: 2020/21 (gemeinsam mit Jennifer Hermoso (FC Barcelona))
- Rekordtorschützin Chelseas